# Фарфус, Августо
Августо Фарфус (род. 3 сентября 1983, Куритиба, Бразилия) — бразильский автогонщик и гонщик BMW Motorsport. Он живет в Монако.

## Карьера

### Картинг
Фарфус родился в Куритибе и впервые попробовал себя в гонках на мини-байках, а в 1991 году выиграл местный чемпионат.
Как и у многих гонщиков, его автоспортивная карьера началась с картинга. В 1992 году, в возрасте 9 лет, он выиграл чемпионат штата Парана (класс кадетов) и в основном выступал в чемпионате штата Сан-Паулу с 1993 по 1998 год. В 1999 году ему удалось одновременно выиграть Зимний кубок Италии и занять второе место в чемпионате Северной Америки.

### Формульные гонки
В 2000 году Фарфус переехал в Италию и в течение следующих двух лет выступал в итальянском чемпионате Формулы-Рено и в серии Еврокубков, выиграв Еврокубок в 2001 году. 
В 2002 году присоединился к Draco Racing в Европейской Формуле-3000. В 2003 году выиграл чемпионат Европейской Формулы-3000 в возрасте всего 20 лет.

### Туринг

#### Alfa Romeo
С 2004 по 2006 год Фарфус был заводским гонщиком Alfa Romeo (N.Technology) на чемпионате Европы по кузовным гонкам, а затем и на чемпионате мира по кузовным гонкам. В сезоне 2006 года Фарфус боролся за титул против Энди Приоля и Йорга Мюллера до финальной гонки в Макао, но его устаревшая Alfa Romeo 156 не соответствовала темпу, и Фарфус завершил сезон на 3-м месте.

#### BMW
Перед сезоном 2007 года он перешел в команду Schnitzer BMW, BMW Team Germany, вместе с немцем, занявшим второе место в сезоне 2006 года, Йоргом Мюллером. Он временно лидировал в чемпионате по ходу сезона, но завершил этот сезон на 4-м месте, победив Приоля. Он продолжал работать с командой в сезоне 2008 года и в 2009 году. В 2009 году он одержал шесть побед, уступив титул Габриэле Тарквини из SEAT на финальной встрече. В 2010 году участие BMW в WTCC было ограничено двумя победами. -состав автомобилей, поскольку Фарфус присоединился к Энди Приольксу в команде Racing Bart Mampaey. Фарфус не одержал ни одной победы, однако он выиграл вторую гонку в Окаяме на выезде, но он и его товарищ по команде Приоль были дисквалифицированы из-за использования неомологированной коробки передач, не соответствующей техническому регламенту. 5 декабря 2010 года BMW объявила о выходе из WTCC, но продолжит снабжать команды клиентов своим автомобилем 320TC.
25 января 2011 года было объявлено, что Фарфус будет бороться за Межконтинентальный кубок Ле-Мана с BMW, в которую также войдут бывшие гонщики WTCC Энди Приоль, Йорг Мюллер и Дирк Мюллер.

#### Hyundai
3 декабря 2018 года было объявлено, что Фарфус присоединится к Hyundai в сезоне Кубка мира по кузовным гонкам 2019 года в партнерстве с первым чемпионом серии среди пилотов Габриэле Тарквини, Норбертом Мишелишем и Ники Кэтсбургом.